# Lista protodiakonów Kolegium Kardynalskiego
Lista protodiakonów Kolegium Kardynalskiego od początków XII wieku aż do teraz:

## Do roku 1378
| Imię i nazwisko              | Ur. – zm.                        | Data nominacji kardynalskiej | czas przysługiwania tytułu protodiakona | pozostałe uwagi                                                 |
| Giovanni OSB                 | * ? † 2 maja 1121                | ok. 1073                     | ? – 2 maja 1121                         | Opat Subiaco. W latach 1084–1100 w obediencji wibertyńskiej     |
| Gregorio OSB                 | * ? † ok. 1135                   | ok. 1108                     | 2 maja 1121 – 14 lutego 1130            | 14 lutego 1130 przystąpił do obediencji antypapieża Anakleta II |
| Roman                        | * ? † 1135                       | 1119                         | 14 lutego 1130 – 1135                   |                                                                 |
| Gregorio Tarquini            | * ? † 1145                       | 10 marca 1123                | 1135 – 1145                             |                                                                 |
| Guido Pisano                 | * ? † 15 sierpnia 1149           | 5 marca 1132                 | 1145 – 15 sierpnia 1149                 |                                                                 |
| Odone Bonecase               | * ? † 1162                       | 5 marca 1132                 | 15 sierpnia 1149 – 1162                 |                                                                 |
| Rudolf                       | * ? † ok. 1167                   | 18 grudnia 1143              | 1162 – 1167                             |                                                                 |
| Giacinto Bobone              | * 1106 † 8 stycznia 1198         | 23 grudnia 1144              | ok. 1167 – 21 marca 1191                | 21 marca 1191 wybrany na papieża Celestyna III (1191-1198)      |
| Graziano da Pisa             | * ? † 1205                       | 23 września 1178             | 21 marca 1191 – 1205                    |                                                                 |
| Gerardo                      | * ? † 1208                       | 18 grudnia 1182              | 1205 – 1208                             |                                                                 |
| Gregorio Carelli             | * ? † 30 maja 1211               | 22 września 1190             | 1208 – 30 maja 1211                     |                                                                 |
| Giovanni Conti di Segni      | * ? † czerwiec 1213              | 3 czerwca 1200               | 30 maja 1211 – czerwiec 1213            |                                                                 |
| Guido Pierleone              | * ? † 25 kwietnia 1228           | 18 grudnia 1204              | czerwiec 1213 – 1221                    | W 1221 promowany do rangi kardynała biskupa Palestriny          |
| Ottaviano Conti di Segni     | * ? † 29 stycznia 1234           | 27 maja 1206                 | 1221 – 29 stycznia 1234                 |                                                                 |
| Rainiero da Viterbo OCist    | * 1180/90 † 27 maja 1250         | 5 marca 1216                 | 29 stycznia 1234 – 27 maja 1250         |                                                                 |
| Gil Torres                   | * ? † 11 listopada 1254          | 17 grudnia 1216              | 27 maja 1250 – 11 listopada 1254        |                                                                 |
| Riccardo Annibaldi           | * ok. 1200 † 4 października 1276 | 29 maja 1238                 | 11 listopada 1254 – 4 października 1276 |                                                                 |
| Giovanni Gaetano Orsini      | * 1216 † 22 sierpnia 1280        | 28 maja 1244                 | 4 października 1276 – 25 listopada 1277 | 25 listopada 1277 wybrany na papieża Mikołaja III (1277–1280)   |
| Giacomo Savelli              | * 1210 † 3 kwietnia 1287         | 17 grudnia 1261              | 25 listopada 1277 – 2 kwietnia 1285     | 2 kwietnia 1285 wybrany na papieża Honoriusza IV (1285–1287)    |
| Goffredo da Alatri           | * ok. 1200 † maj 1287            | 17 grudnia 1261              | 2 kwietnia 1285 – maj 1287              |                                                                 |
| Matteo Orsini Rosso          | * 1230 † 4 września 1305         | 3 czerwca 1262               | maj 1287 – 4 września 1305              |                                                                 |
| Napoleone Orsini Frangipani  | * 1263 † 23 marca 1342           | 16 maja 1288                 | 4 września 1305 – 23 marca 1342         |                                                                 |
| Raymond Guillaume des Farges | * ? † 5 października 1346        | 19 grudnia 1310              | 23 marca 1342 – 5 października 1346     |                                                                 |
| Gaillard de la Mothe         | * ? † 20 grudnia 1356            | 18 grudnia 1316              | 5 października 1346 – 20 grudnia 1356   |                                                                 |
| Guillaume de la Jugié        | * 1317/18 † 28 kwietnia 1374     | 20 września 1342             | 20 grudnia 1356 – 22 września 1368      | 22 września 1368 promowany do rangi kardynała prezbitera        |
| Nicolas de Besse             | * 1322 † 5 listopada 1369        | 27 lutego 1344               | 22 września 1368 – 5 listopada 1369     |                                                                 |
| Pierre Roger de Beaufort     | * 1331 † 27 marca 1378           | 28 maja 1348                 | 5 listopada 1369 – 30 grudnia 1370      | 30 grudnia 1370 wybrany na papieża Grzegorza XI (1370–1378)     |
| Rinaldo Orsini               | * ? † 6 czerwca 1374             | 17 grudnia 1350              | 30 grudnia 1370 – 6 czerwca 1374        |                                                                 |
| Hugues de Saint-Martial      | * ? † 31 marca 1403              | 17 września 1361             | 6 czerwca 1374 – listopad 1378          | Od listopada 1378 w obediencji awiniońskiej                     |

## Okres 1378 do 1415 (Wielka schizma zachodnia)

### Obediencja rzymska
| Imię i nazwisko               | Ur. – zm.              | Data nominacji kardynalskiej | czas przysługiwania tytułu protodiakona | pozostałe uwagi |
| Galeotto Tarlati de Petramala | * 1356 † 1397          | 18 września 1378             | listopad 1378 – 7 października 1387     | W 1387 przeszedł na stronę antypapieża Klemensa VII i 7 października 1387 Urban VI pozbawił go godności kardynalskiej w swojej obediencji                                  |
| Tommaso Orsini                | * ? † 10 lipca 1390    | 1382                         | 7 października 1387 – 10 lipca 1390     | |
| Francesco Renzio              | * ? † 27 września 1390 | 1382                         | 10 lipca 1390 – 27 września 1390        | |
| Marino Bulcani                | * ? † 8 sierpnia 1394  | 17 grudnia 1384              | 27 września 1390 – 8 sierpnia 1394      | |
| Ludovico Fieschi              | * ? † 3 kwietnia 1423  | 17 grudnia 1384              | 8 sierpnia 1394 – październik 1404      | W październiku 1404 przeszedł na stronę antypapieża Benedykta XIII |
| Rinaldo Brancaccio            | * ? † 27 marca 1427    | 17 grudnia 1384              | październik 1404 – 1408                 | W 1408 wypowiedział posłuszeństwo Grzegorzowi XII, który pozbawił go godności kardynalskiej. Brancaccio nie uznał swej depozycji i przyłączył się do obediencji pizańskiej |
| Giacopo del Torso             | * ? † 1414             | 9 maja 1408                  | 1408 – 1414                             | |
| Pietro Morosini               | * ? † 11 sierpnia 1424 | 19 września 1408             | 1414 – 4 lipca 1415                     | 4 lipca 1415, w związku z abdykacją papieża Grzegorza XII dołączył do obediencji Soboru w Konstancji                                                                       |

### Obediencja awiniońska
| Imię i nazwisko                          | Ur. – zm.                 | Data nominacji kardynalskiej | czas przysługiwania tytułu protodiakona    | pozostałe uwagi |
| Hugues de Saint-Martial                  | * ? † 31 marca 1403       | 17 września 1361             | do 31 marca 1403                           | |
| Pierre de Vergne                         | * ? † 6 października 1403 | 30 maja 1370                 | 31 marca 1403 – 6 października 1403        | |
| Amadeo di Saluzzo                        | * 1361 † 28 czerwca 1419  | 23 grudnia 1383              | 6 października 1403 – 21 października 1408 | W 1408 wypowiedział posłuszeństwo Benedyktowi XIII, który pozbawił go godności kardynalskiej 21 października 1408. Amadeo Saluzzo nie uznał swej depozycji i przystąpił do obedienci pizańskiej |
| Carlos Jordán de Urriés y Pérez Salanova | * ? † 8 października 1420 | 22 września 1408             | 21 października 1408 – 1417                | Pod koniec 1417 uznał papieża Marcina V, wybranego na Soborze w Konstancji |

### Obediencja pizańska
| Imię i nazwisko   | Ur. – zm.                | Data nominacji kardynalskiej | czas przysługiwania tytułu protodiakona | pozostałe uwagi                                        |
| Amadeo di Saluzzo | * 1361 † 28 czerwca 1419 | 23 grudnia 1383              | 1408 – 28 czerwca 1419                  | Poprzednio był protodiakonem w obediencji awiniońskiej |

## Od 1415
| Imię i nazwisko                      | Ur. – zm.                                     | Data nominacji kardynalskiej | czas przysługiwania tytułu protodiakona  | pozostałe uwagi |
| Amadeo di Saluzzo                    | * 1361 † 28 czerwca 1419                      | 23 grudnia 1383              | do 28 czerwca 1419                       | Poprzednio protodiakon w obediencji awiniońskiej i pizańskiej                                                                                               |
| Ludovico Fieschi                     | * ? † 3 kwietnia 1423                         | 17 grudnia 1384              | 28 czerwca 1419 – 3 kwietnia 1423        | Poprzednio był protodiakonem w obediencji rzymskiej (1394–1404)                                                                                             |
| Rinaldo Brancaccio                   | * ? † 27 marca 1427                           | 17 grudnia 1384              | 3 kwietnia 1423 – 27 marca 1427          | Poprzednio był protodiakonem w obediencji rzymskiej (1404–1408)                                                                                             |
| Alfonso Carrillo de Albornoz         | * ? † 14 marca 1434                           | 22 września 1408             | 27 marca 1427 – 14 marca 1434            | |
| Lucido Conti                         | * ? † 9 września 1437                         | 6 czerwca 1411               | 14 marca 1434 – 9 września 1437          | |
| Prospero Colonna                     | * ok. 1410 † 24 marca 1463                    | 24 maja 1426                 | 9 września 1437 – 24 marca 1463          | |
| Rodrigo Borgia                       | * 1 stycznia 1431 † 18 sierpnia 1503          | 20 lutego 1456               | 24 marca 1463 – 30 sierpnia 1471         | 30 sierpnia 1471 promowany na kardynała biskupa Albano; następnie papież Aleksander VI (1492–1503)                                                          |
| Francesco Todeschini-Piccolomini     | * 29 maja 1439 † 18 października 1503         | 5 marca 1460                 | 30 sierpnia 1471 – 22 września 1503      | 22 września 1503 został papieżem Piusem III (1503) |
| Raffaele Sansoni Riario              | * 3 maja 1461 † 9 lipca 1521                  | 10 grudnia 1477              | 22 września 1503 – 29 listopada 1503     | 29 listopada 1503 został promowany do rangi kardynała biskupa Albano                                                                                        |
| Giovanni Colonna                     | * czerwiec 1457 † 26 września 1508            | 15 maja 1480                 | 29 listopada 1503 – 26 września 1508     | |
| Giovanni de’ Medici                  | * 11 grudnia 1475 † 1 grudnia 1521            | 9 marca 1489                 | 26 września 1508 – 11 marca 1513         | 11 marca 1513 wybrany na papieża Leona X (1513–1521) |
| Alessandro Farnese                   | * 29 lutego 1468 † 10 listopada 1534          | 20 września 1493             | 11 marca 1513 – 27 czerwca 1513          | Po raz pierwszy, sprawował funkcję protodiakona ze względu na ekskomunikę ciążącą na mianowanym w 1489 kardynale Federico Sanseverino                       |
| Federico di Sanseverino              | * 1462 † 7 sierpnia 1516                      | 9 marca 1489                 | 27 czerwca 1513 – 7 sierpnia 1516        | W okresie od 24 października 1511 do 27 czerwca 1513 był ekskomunikowany za bunt przeciwko papieżowi Juliuszowi II                                          |
| Alessandro Farnese                   | * 29 lutego 1468 † 10 listopada 1534          | 20 września 1493             | 7 sierpnia 1516 – 15 czerwca 1519        | Po raz drugi; 15 czerwca 1519 został promowany do rangi kardynała biskupa Tusculum; następnie papież Paweł III (1534–1549)                                  |
| Ippolito d’Este                      | * 20 marca 1479 † 4 września 1520             | 20 września 1493             | 15 czerwca 1519 – 4 września 1520        | |
| Amanieu d’Albret                     | * 1478 † 20 grudnia 1520                      | 28 września 1500             | 4 września 1520 – 20 grudnia 1520        | |
| Marco Cornaro                        | * 1482 † 24 lipca 1524                        | 28 września 1500             | 20 grudnia 1520 – 14 grudnia 1523        | 14 grudnia 1523 został mianowany kardynałem prezbiterem |
| Sigismondo Gonzaga                   | * 1469 † 3 października 1525                  | 1 grudnia 1505               | 14 grudnia 1523 – 3 października 1525    | |
| Innocenzo Cibo                       | * 25 sierpnia 1491 † 14 kwietnia 1550         | 23 września 1513             | 3 października 1525 – 14 kwietnia 1550   | |
| Francesco Pisani                     | * 1494 † 28 czerwca 1570                      | 1 lipca 1517                 | 14 kwietnia 1550 – 29 maja 1555          | 29 maja 1555 został promowany do rangi kardynała biskupa Albano                                                                                             |
| Ercole Gonzaga                       | * 23 listopada 1505 † 2 marca 1563            | 3 maja 1527                  | 29 maja 1555 – 6 lipca 1556              | 6 lipca 1556 został promowany do rangi kardynała prezbitera                                                                                                 |
| Girolamo Doria                       | * 1495 † 25 marca 1558                        | styczeń 1529                 | 6 lipca 1556 – 25 marca 1558             | |
| Odet de Coligny de Châtillon         | * 10 lipca 1517 † 13 kwietnia 1571            | 7 listopada 1533             | 25 marca 1558 – 31 marca 1563            | 31 marca 1563 został ekskomunikowany i pozbawiony godności kardynalskiej z powodu przyjęcia kalwinizmu                                                      |
| Alessandro Farnese                   | * 7 października 1520 † 2 marca 1589          | 18 grudnia 1534              | 31 marca 1563 – 14 kwietnia 1564         | 14 kwietnia 1564 został promowany do rangi kardynała prezbitera                                                                                             |
| Guido Ascanio Sforza                 | * 26 listopada 1518 † 6 października 1564     | 18 grudnia 1534              | 14 kwietnia 1564 – 6 października 1564   | |
| Giulio Feltre della Rovere           | * 1532 † 3 września 1584                      | 27 lipca 1547                | 6 października 1564 – 15 lutego 1566     | 15 lutego 1566 został promowany do rangi kardynała prezbitera                                                                                               |
| Innocenzo Ciocchi del Monte          | * 1532 † 2 listopada 1577                     | 30 maja 1550                 | 15 lutego 1566 – 2 listopada 1577        | |
| Ludovico d’Este                      | * 1538 † 30 grudnia 1586                      | 26 lutego 1561               | 2 listopada 1577 – 30 grudnia 1586       | |
| Ferdynand I Medyceusz                | * 30 lipca 1549 † 22 lutego 1609              | 6 stycznia 1563              | 30 grudnia 1586 – 28 listopada 1588      | 28 listopada 1588 zrezygnował z godności kardynalskiej i został wielkim księciem Toskanii                                                                   |
| Andreas von Österreich               | * 15 czerwca 1558 † 12 listopada 1600         | 19 listopada 1576            | 28 listopada 1588 – 12 listopada 1600    | |
| Francesco Sforza di Santa Fiora      | * 6 listopada 1562 † 9 września 1624          | 19 grudnia 1583              | 12 listopada 1600 – 13 listopada 1617    | 13 listopada 1617 promowany do rangi kardynała prezbitera                                                                                                   |
| Alessandro Peretti de Montalto       | * 5 listopada 1571 † 2 czerwca 1623           | 13 maja 1585                 | 13 listopada 1617 – 30 marca 1620        | 30 marca 1620 awansowany do rangi kardynała prezbitera |
| Odoardo Farnese                      | * 7 grudnia 1573 † 21 lutego 1626             | 6 marca 1591                 | 30 marca 1620 – 11 stycznia 1621         | 11 stycznia 1621 awansowany do rangi kardynała prezbitera                                                                                                   |
| Andrea Baroni Peretti                | * 29 listopada 1572 † 4 sierpnia 1629         | 5 czerwca 1596               | 11 stycznia 1621 – 19 kwietnia 1621      | 19 kwietnia 1621 awansowany do rangi kardynała prezbitera                                                                                                   |
| Alessandro d’Este                    | * 5 maja 1568 † 13 maja 1624                  | 3 marca 1599                 | 19 kwietnia 1621 – 2 października 1623   | 2 października 1623 awansowany do rangi kardynała prezbitera                                                                                                |
| Carlo Emmanuele Pio                  | * 5 stycznia 1585 † 1 czerwca 1641            | 9 czerwca 1604               | 2 października 1623 – 16 marca 1626      | 16 marca 1626 awansowany do rangi kardynała prezbitera |
| Maurycy Sabaudzki                    | * 10 stycznia 1593 † 4 października 1657      | 10 grudnia 1607              | 16 marca 1626 – 1642                     | W 1642 zrezygnował z godności kardynalskiej |
| Carlo de’ Medici                     | * 19 marca 1595 † 17 czerwca 1666             | 2 grudnia 1615               | 1642 – 12 grudnia 1644                   | 12 grudnia 1644 promowany do rangi kardynała prezbitera |
| Antonio Barberini OSIoHieros         | * 4 sierpnia 1608 † 4 sierpnia 1671           | 30 sierpnia 1627             | 12 grudnia 1644 – 21 lipca 1653          | 12 lipca 1653 promowany do rangi kardynała prezbitera |
| Giangiacomo Teodoro Trivulzio        | * 1597 † 3 sierpnia 1656                      | 2 grudnia 1615               | 21 lipca 1653 – 14 maja 1655             | 14 maja 1655 promowany do rangi kardynała prezbitera |
| Giulio Gabrielli                     | * 1604 † 31 sierpnia 1677                     | 16 grudnia 1641              | 14 maja 1655 – 6 marca 1656              | 6 marca 1656 promowany do rangi kardynała prezbitera |
| Jules Mazarin                        | * 14 lipca 1602 † 9 marca 1661                | 16 grudnia 1641              | 6 marca 1656 – 9 marca 1661              | |
| Virginio Orsini, OSIoHieros          | * 17 maja 1615 † 21 sierpnia 1676             | 16 grudnia 1641              | 9 marca 1661 – 11 października 1666      | 11 października 1666 awansowany do rangi kardynała prezbitera                                                                                               |
| Rinaldo d’Este                       | * 1618 † 30 września 1672                     | 16 grudnia 1641              | 11 października 1666 – 12 marca 1668     | 12 marca 1668 awansowany do rangi kardynała prezbitera |
| Giovanni Stefano Donghi              | * 1608 † 26 listopada 1669                    | 13 lipca 1643                | 12 marca 1668 – 26 listopada 1669        | |
| Francesco Maidalchini                | * 13 kwietnia 1631 † 13 czerwca 1700          | 7 października 1647          | 26 listopada 1669 – 19 października 1689 | 19 października 1689 awansowany do rangi kardynała prezbitera                                                                                               |
| Nicolò Acciaioli                     | * 6 lipca 1630 † 23 lutego 1719               | 29 listopada 1669            | 19 października 1689 – 28 listopada 1689 | 28 listopada 1689 awansowany do rangi kardynała prezbitera                                                                                                  |
| Urbano Sacchetti                     | * 1640 † 6 kwietnia 1705                      | 1 września 1681              | 28 listopada 1689 – 22 grudnia 1693      | 22 grudnia 1693 promowany do rangi kardynała prezbitera |
| Benedetto Pamphili OSIoHieros        | * 25 kwietnia 1653 † 22 marca 1730            | 1 września 1681              | 22 grudnia 1693 – 22 marca 1730          | |
| Lorenzo Altieri                      | * 10 czerwca 1671 † 3 sierpnia 1741           | 13 listopada 1690            | 22 marca 1730 – 3 sierpnia 1741          | |
| Carlo Maria Marini                   | * 13 marca 1667 † 16 stycznia 1747            | 29 maja 1715                 | 3 sierpnia 1741 – 16 stycznia 1747       | |
| Alessandro Albani OSIoHieros         | * 15 października 1692 † 11 grudnia 1779      | 16 lipca 1721                | 16 stycznia 1747 – 11 grudnia 1779       | |
| Domenico Orsini d’Aragona            | * 5 czerwca 1719 † 10 stycznia 1789           | 9 września 1743              | 11 grudnia 1779 – 10 stycznia 1789       | |
| Andrea Negroni                       | * 2 listopada 1710 † 17 stycznia 1789         | 18 lipca 1763                | 10 stycznia 1789 – 17 stycznia 1789      | |
| Ignazio Gaetano Boncompagni-Ludovisi | * 18 czerwca 1743 † 9 sierpnia 1790           | 17 lipca 1775                | 17 stycznia 1789 – 9 sierpnia 1790       | |
| Gregorio Antonio Maria Salviati      | * 12 grudnia 1722 † 5 sierpnia 1794           | 23 czerwca 1777              | 9 sierpnia 1790 – 5 sierpnia 1794        | |
| Vincenzo Maria Altieri               | * 27 listopada 1724 † 10 lutego 1800          | 23 czerwca 1777              | 5 sierpnia 1794 – 7 września 1798        | 7 września 1798 zrezygnował z godności kardynalskiej |
| Antonio Maria Doria Pamphili         | * 28 marca 1749 † 31 stycznia 1821            | 14 lutego 1785               | 7 września 1798 – 31 stycznia 1821       | |
| Fabrizio Dionigi Ruffo               | * 16 września 1744 † 13 grudnia 1827          | 26 września 1791             | 31 stycznia 1821 – 13 grudnia 1827       | |
| Giuseppe Albani                      | * 13 września 1750 † 3 grudnia 1834           | 23 lutego 1801               | 13 grudnia 1827 – 3 grudnia 1834         | |
| Agostino Rivarola                    | * 14 marca 1758 † 7 listopada 1842            | 1 października 1817          | 3 grudnia 1842 – 7 listopada 1842        | |
| Tommaso Riario Sforza                | * 8 stycznia 1782 † 14 marca 1857             | 10 marca 1823                | 7 listopada 1842 – 14 marca 1857         | |
| Ludovico Gazzoli                     | * 18 marca 1774 † 12 lutego 1858              | 30 września 1831             | 14 marca 1857 – 12 lutego 1858           | |
| Giuseppe Ugolini                     | * 6 stycznia 1783 † 19 grudnia 1867           | 12 lutego 1838               | 12 lutego 1858 – 19 grudnia 1867         | |
| Giacomo Antonelli                    | * 2 kwietnia 1806 † 6 listopada 1876          | 11 czerwca 1847              | 19 grudnia 1867 – 6 listopada 1876       | |
| Prospero Caterini                    | * 15 października 1795 † 28 października 1881 | 7 marca 1853                 | 6 listopada 1876 – 28 października 1881  | |
| Teodolfo Mertel                      | * 9 lutego 1806 † 11 lipca 1899               | 15 marca 1858                | 28 października 1881 – 11 lipca 1899     | |
| Luigi Macchi                         | * 3 marca 1832 † 29 marca 1907                | 11 lutego 1889               | 11 lipca 1899 – 29 marca 1907            | |
| Andreas Steinhuber SJ                | * 11 listopada 1824 † 15 października 1907    | 16 stycznia 1893             | 29 marca 1907 – 15 października 1907     | |
| Francesco Segna                      | * 31 sierpnia 1836 † 4 stycznia 1911          | 18 maja 1894                 | 15 października 1907 – 4 stycznia 1911   | |
| Francesco Salesio della Volpe        | * 24 grudnia 1844 † 5 listopada 1916          | 19 czerwca 1899              | 4 stycznia 1911 – 5 listopada 1916       | |
| Gaetano Bisleti                      | * 20 marca 1856 † 30 sierpnia 1937            | 27 listopada 1911            | 5 listopada 1916 – 17 grudnia 1928       | 17 grudnia 1928 promowany do rangi kardynała prezbitera |
| Camillo Laurenti                     | * 20 listopada 1861 † 6 września 1938         | 13 czerwca 1921              | 17 grudnia 1928 – 16 grudnia 1935        | 16 grudnia 1935 promowany do rangi kardynała prezbitera |
| Camillo Caccia Dominioni             | * 7 lutego 1877 † 12 listopada 1946           | 16 grudnia 1935              | 16 grudnia 1935 – 12 listopada 1946      | |
| Nicola Canali                        | * 6 czerwca 1874 † 3 sierpnia 1961            | 16 grudnia 1935              | 12 listopada 1946 – 3 sierpnia 1961      | |
| Alfredo Ottaviani                    | * 29 października 1890 † 3 sierpnia 1979      | 12 stycznia 1953             | 3 sierpnia 1961 – 26 czerwca 1967        | 26 czerwca 1967 promowany do rangi kardynała prezbitera |
| Arcadio María Larraona CMF           | * 13 listopada 1887 † 7 maja 1973             | 14 grudnia 1959              | 26 czerwca 1967 – 28 kwietnia 1969       | 28 kwietnia 1969 promowany do rangi kardynała prezbitera |
| William Theodore Heard               | * 24 lutego 1884 † 16 września 1973           | 14 grudnia 1959              | 28 kwietnia 1969 – 18 maja 1970          | 18 maja 1970 promowany do rangi kardynała prezbitera |
| Antonio Bacci                        | * 4 września 1885 † 20 stycznia 1971          | 28 marca 1960                | 18 maja 1970 – 20 stycznia 1971          | |
| Michael Browne OP                    | * 6 maja 1887 † 31 marca 1971                 | 19 marca 1962                | 20 stycznia 1971 – 31 marca 1971         | |
| Federico Callori di Vignale          | * 15 grudnia 1890 † 10 sierpnia 1971          | 22 lutego 1965               | 31 marca 1971 – 10 sierpnia 1971         | |
| Charles Journet                      | * 26 stycznia 1891 † 15 kwietnia 1975         | 22 lutego 1965               | 10 sierpnia 1971 – 5 marca 1973          | 5 marca 1973 promowany do rangi kardynała prezbitera |
| Pericle Felici                       | * 1 sierpnia 1911 † 22 marca 1982             | 26 czerwca 1967              | 5 marca 1973 – 30 czerwca 1979           | 30 czerwca 1979 promowany do rangi kardynała prezbitera |
| Sergio Pignedoli                     | * 4 czerwca 1910 † 15 czerwca 1980            | 5 marca 1973                 | 30 czerwca 1979 – 15 czerwca 1980        | |
| Umberto Mozzoni                      | * 29 czerwca 1904 † 7 listopada 1983          | 5 marca 1973                 | 15 czerwca 1980 – 2 lutego 1983          | 2 lutego 1983 promowany do rangi kardynała prezbitera |
| Opilio Rossi                         | * 14 maja 1910 † 9 lutego 2004                | 24 maja 1976                 | 2 lutego 1983 – 22 czerwca 1987          | 22 czerwca 1987 promowany do rangi kardynała prezbitera |
| Giuseppe Caprio                      | * 15 listopada 1914 † 15 października 2005    | 30 czerwca 1979              | 22 czerwca 1987 – 26 listopada 1990      | 26 listopada 1990 promowany do rangi kardynała prezbitera                                                                                                   |
| Aurelio Sabattani                    | * 18 października 1912 † 19 kwietnia 2003     | 2 lutego 1983                | 26 listopada 1990 – 5 kwietnia 1993      | 5 kwietnia 1993 promowany do rangi kardynała prezbitera |
| Duraisamy Simon Lourdusamy           | * 5 lutego 1924 † 2 czerwca 2014              | 25 maja 1985                 | 5 kwietnia 1993 – 29 stycznia 1996       | 29 stycznia 1996 promowany do rangi kardynała prezbitera |
| Eduardo Martínez Somalo              | * 31 marca 1927 † 10 sierpnia 2021            | 28 czerwca 1988              | 29 stycznia 1996 – 9 stycznia 1999       | 9 stycznia 1999 promowany do rangi kardynała prezbitera |
| Pio Laghi                            | * 21 maja 1922 † 11 stycznia 2009             | 28 czerwca 1991              | 9 stycznia 1999 – 26 lutego 2002         | 26 lutego 2002 promowany do rangi kardynała prezbitera |
| Luigi Poggi                          | * 25 listopada 1917 † 4 maja 2010             | 26 listopada 1994            | 26 lutego 2002 – 24 lutego 2005          | 24 lutego 2005 promowany do rangi kardynała prezbitera |
| Jorge Medina Estévez                 | * 23 grudnia 1926 † 3 października 2021       | 21 lutego 1998               | 24 lutego 2005 – 23 lutego 2007          | Zrezygnował 23 lutego 2007 z uwagi na ukończenie 80. roku użycia i utratę prawa do udziału w konklawe. 1 marca 2008 promowany do rangi kardynała prezbitera |
| Darío Castrillón Hoyos               | * 4 lipca 1929 † 18 maja 2018                 | 21 lutego 1998               | 23 lutego 2007 – 1 marca 2008            | 1 marca 2008 promowany do rangi kardynała prezbitera |
| Agostino Cacciavillan                | * 14 sierpnia 1926 † 5 marca 2022             | 21 lutego 2001               | 1 marca 2008 – 21 lutego 2011            | 21 lutego 2011 promowany do rangi kardynała prezbitera |
| Jean-Louis Tauran                    | * 3 kwietnia 1943 † 5 lipca 2018              | 21 października 2003         | 21 lutego 2011 – 12 czerwca 2014         | 12 czerwca 2014 promowany do rangi kardynała prezbitera |
| Renato Raffaele Martino              | * 23 listopada 1932 † 28 października 2024    | 21 października 2003         | 12 czerwca 2014 – 28 października 2024   | |
| Dominique Mamberti                   | * 7 marca 1952                                | 14 lutego 2015               | 28 października 2024 –                   | |